# Tolered
Tolered (ursprungligen Toleröd) är en stadsdel, med stadsdelsnummer 31, ingående i primärområdet Kärrdalen tillhörande stadsområde Hisingen i Göteborg. Området gränsar till Svartedalen, Slättadamm, Bjurslätt med flera. Bebyggelsen består mestadels av fristående hus och radhus. I området ligger Toleredsskolan och Lerlyckeskolan samt Toleredskyrkan. Stadsdelen har en areal på 265 hektar.

## Historia
Stadsdelen har fått namn efter hemmanet Tolered, som var en del av Lundby socken, vilken inkorporerades med Göteborg 1906. Gården Bjurslätt köptes på 1850-talet av S.A. Hedlund, som bland annat anlade Slätta damm på ägorna. Gården revs på 1950-talet.
Västra delen av området bebyggdes omkring 1930.

## Bebyggelse
År 1949 upprättades en stadsplan för området runt Bjurslätts torg av Tage William-Olsson och det uppfördes under åren 1950–1952. Arkitekter för centrumanläggningen var Nils Einar Eriksson och Erik Ragndal. Den består av tre vinkelbyggda trevåningslängor och ett punkthus på nio våningar.
Transatlantics pensionärsbostäder består av ett trevånings lamellhus och ett punkthus i rött tegel.
År 1951 byggdes tre experimenthus, de så kallade "Trestadshusen", benämnda Göteborgshuset, Stockholmshuset och Malmöhuset, vid Arvid Lindmansgatan.
Stadsplanen för området längs Gamla Björlandavägen upprättades 1947 av Tage William-Olsson. Lamellhusen i trä i två våningar uppfördes av Göteborgs Drätselkammare 1948 och radhusen uppfördes 1962.

## Tolereds bibliotek
I 15 år hade Tolered ett eget stadsdelsbibliotek, som låg vid Bjurslätts torg och invigdes i mars 1952. Det var det första bland Göteborgs folkbibliotek som var utrustat med grammofon och även det första som organiserade filmvisningar för såväl barn som vuxna. Efter nedläggningen 1967 flyttades samlingarna till det nyöppnade Hisingens bibliotek på Wieselgrensplatsen.

## Gator och torg med mera
- Björlandavägen
- Gamla Björlandavägen
- Kung Sverres gata
- Sven-Agne Larssons Väg (2013)[9]